# Мегас-Дендрос
Мегас-Дендрос (Мега-Дендрон, греч. Μέγας Δένδρος — «Большое дерево») — деревня в Греции. Расположена на высоте 480 метров над уровнем моря, на берегу озера Трихонис, в 3 км от города Термон. Административно принадлежит сообществу Термон в общине (диме) Термон в периферийной единице Этолия и Акарнания в периферии Западная Греция. Население 49 человек по переписи 2011 года.
Место рождения учителя Евгения (Яннулиса) (1597, память 5 (18) августа) и священника Космы Этолийского (1714). Некоторые исследователи считают, что Косма Этолийский родился в соседнем Таксьярхисе.
В селе находится памятник святому Косме, близ села — церковь Космы Этолийского.

## День памяти Космы Этолийского
День преставления Космы Этолийского (24 августа) стал не просто днём его церковного поминовения, но поистине общенациональным праздником. К этой дате в окрестности Термона ежегодно съезжается несколько тысяч человек. Торжества начинаются задолго до самого события, в праздник Успения Пресвятой Богородицы (15 августа). На неделю город Термон превращается в центр паломничества. Накануне в монастыре во имя преподобного Космы, расположенном близ Мегас-Дендроса, при большом стечении духовенства и верующих совершается великая вечерня. Из храма для поклонения выносят чудотворную икону святого с житием. Одновременно вечернее богослужение совершается и в самом Мегас-Дендросе, в маленькой церкви в честь праздника Введения Богородицы во храм. На следующее утро праздничное богослужение проводит митрополит Этолийской и Акарнанийской епархии. По окончании литургии икону из монастыря доставляют в Термон, в храм во имя святого великомученика Димитрия Солунского, откуда в 6 часов вечера начинается крёстный ход. Клир в светлых облачениях во главе с митрополитом несёт икону. Процессия проходит по улице Космы, украшенной церковным и государственным флагами, в сопровождении оркестра пожарных из Агриниона и почётного караула пехотинцев. На главной городской площади митрополит произносит проповедь. Затем икону переносят в главный Успенский собор, и до поздней ночи она доступна для почитания.
К празднику обычно приурочена разнообразная культурная программа в Термоне: беседы об исторической роли святого и значении его деятельности для современной Греции, лекции по археологии и искусству Древней Этолии, выставки книг, живописи местных художников и произведений мастеров-ремесленников, представления для детей, театральные постановки. При большом стечении народа проходят концерты византийских песнопений, вечера фольклорной музыки, спортивные соревнования. В завершение — грандиозный фейерверк.

## Население
| Год  | Население, человек |
| ---- | ------------------ |
| 1991 | 112                |
| 2001 | 90                 |
| 2011 | ↘ 49               |